# 2021-22シーズンのFリーグ
2021-22シーズンのFリーグは、2021年5月から2022年1月にかけて行われた15回目のFリーグである。1部は名古屋オーシャンズが5シーズン連続14回目の優勝を果たした。

## 概要
前季F2優勝したトルエーラ柏（2021-2022シーズンよりSHINAGAWA CITY FUTSAL CLUBに改称）はF1ライセンスを交付できず、今季もF2リーグに残留。また昨季F2リーグに参入しなかったヴォスクオーレ仙台はクラブ組織体制再構築のため、引き続きF2リーグ戦には参⼊しないことが決定。リーグ編成は昨季と同じくF1は12チーム、F2リーグは6チームで行われることとなった。
昨季は新型コロナウィルスの感染拡大のため中止となったオーシャンカップは2021年5月11日より開催予定だったが、4月30日に4都府県に対する緊急事態宣言が出たため、開催延期を発表。7月26日に新型コロナウイルス感染拡大状況を考えて中止を発表。
なおシーズン成立条件としては全試合の半分かつF1は1回戦、F2は2回戦総当たりとしており、F1は2022年1月12日YSCC対立川・府中戦を持って成立したため名古屋の優勝が決定した。

## 参加クラブ
参加クラブは以下の通りになる。
- F1
  - エスポラーダ北海道
  - バルドラール浦安
  - フウガドールすみだ
  - 府中アスレティックFC
  - ペスカドーラ町田
  - Y.S.C.C.横浜
  - 湘南ベルマーレ
  - ボアルース長野
  - 名古屋オーシャンズ
  - シュライカー大阪
  - ボルクバレット北九州
  - バサジィ大分

- F2
  - SHINAGAWA CITY FUTSAL CLUB（トルエーラ柏より改名）[7]
  - ヴィンセドール白山
  - アグレミーナ浜松
  - デウソン神戸
  - 広島エフ・ドゥ
  - ポルセイド浜田

## 大会スケジュール
- F1
  - レギュラーシーズン 2021年6月5日 - 2022年1月30日[8]

- F2
  - レギュラーシーズン 2021年5月22日 - 2022年1月30日[8]

## レギュレーション

### 大会方式
- ディビジョン1　ホーム&アウェイ方式による2回戦総当たり（全22節132試合）
  - 2019-20シーズンまで行われたプレーオフは行われない。

- ディビジョン2　3回戦総当たり（全15節45試合）

### 順位決定方法
リーグ戦が終了した時点で、勝点（勝利3点、引き分け1点、敗戦0点）の合計が多いチームを上位とし順位を決定する。ただし、勝点が同一の場合は、次の各号の順序により決定する。
- リーグ戦の得失点差
- リーグ戦の総得点数
- 当該クラブ間の対戦成績（イ：勝点 ロ：得失点差 ハ：総得点数）
- 抽選

### リーグ戦成立要件
新型コロナウイルス感染症の他、やむを得ず試合が消化できなかった場合は、以下の通り試合が実施された時点で、2021-2022シーズンのリーグ戦は成立する。
- 成立基準
  - ディビジョン1  1回戦総当たり（11試合／チーム）
  - ディビジョン2  2回戦総当たり（10試合／チーム）

## 結果

### ディビジョン1
| 順 | チーム                     | 試 | 勝 | 分 | 敗 | 得 | 失 | 差  | 点 | 昇格または出場権    |
| -- | -------------------------- | -- | -- | -- | -- | -- | -- | --- | -- | ------------------- |
| 1  | 名古屋オーシャンズ (C)     | 22 | 16 | 3  | 3  | 84 | 43 | +41 | 51 |                     |
| 2  | 湘南ベルマーレ             | 22 | 12 | 5  | 5  | 73 | 47 | +26 | 41 |                     |
| 3  | ペスカドーラ町田           | 22 | 10 | 7  | 5  | 72 | 54 | +18 | 37 |                     |
| 4  | バサジィ大分               | 22 | 10 | 6  | 6  | 70 | 61 | +9  | 36 |                     |
| 5  | 立川・府中アスレティックFC | 22 | 10 | 4  | 8  | 43 | 53 | −10 | 34 |                     |
| 6  | シュライカー大阪           | 22 | 9  | 6  | 7  | 68 | 53 | +15 | 33 |                     |
| 7  | バルドラール浦安           | 22 | 9  | 5  | 8  | 74 | 75 | −1  | 32 |                     |
| 8  | フウガドールすみだ         | 22 | 7  | 7  | 8  | 61 | 58 | +3  | 28 |                     |
| 9  | ボルクバレット北九州       | 22 | 8  | 4  | 10 | 48 | 56 | −8  | 28 |                     |
| 10 | Y.S.C.C.横浜               | 22 | 6  | 5  | 11 | 48 | 58 | −10 | 23 |                     |
| 11 | エスポラーダ北海道         | 22 | 3  | 4  | 15 | 41 | 83 | −42 | 13 |                     |
| 12 | ボアルース長野 (O)         | 22 | 3  | 2  | 17 | 38 | 79 | −41 | 11 | 入替戦に出場,F1残留 |

出典: http://www.fleague.jp/score/teamrank.html
順位の決定基準: 1. 得失点差, 2. 総得点数, 3. 当該クラブ間の対戦成績（勝点→得失点差→総得点数）, 4. 抽選.

### ディビジョン2
| 順 | チーム             | 試 | 勝 | 分 | 敗 | 得 | 失 | 差  | 点 | 昇格または出場権          |
| -- | ------------------ | -- | -- | -- | -- | -- | -- | --- | -- | ------------------------- |
| 1  | しながわシティ (C) | 15 | 11 | 3  | 1  | 74 | 21 | +53 | 36 | 入替戦に出場,敗れてF2残留 |
| 2  | デウソン神戸       | 15 | 8  | 3  | 4  | 55 | 45 | +10 | 27 |                           |
| 3  | 広島エフ・ドゥ     | 15 | 7  | 4  | 4  | 45 | 28 | +17 | 25 |                           |
| 4  | ヴィンセドール白山 | 15 | 7  | 0  | 8  | 35 | 52 | −17 | 21 |                           |
| 4  | アグレミーナ浜松   | 15 | 4  | 3  | 8  | 33 | 42 | −9  | 15 |                           |
| 6  | ポルセイド浜田     | 15 | 1  | 1  | 13 | 20 | 74 | −54 | 4  |                           |

出典: http://www.fleague.jp/score2/teamrank.html
順位の決定基準: 1. 得失点差, 2. 総得点数, 3. 当該クラブ間の対戦成績（勝点→得失点差→総得点数）, 4. 抽選.

### 入替戦
ルールは以下の通り。
- 2試合を開催し、勝利チームがFリーグディビジョン1に残留または昇格する。
- 参加するF2チームにF1クラブライセンスが付与されていない場合は、出場することができない。
- 試合は、40分間（第1・2ピリオド各20分プレーイングタイム）で、勝敗が決定しない場合は、引き分けとする。2試合が終了した時点で、勝利数が多いチームを勝者とする。
- 2試合が終了した時点で勝利数が同数の場合には、次の各号の順序により勝者を決定する。
  - (1) 2試合における得失点差
  - (2) F1チーム

当初は入替戦は2月20日、21日に浜松アリーナで行われる予定だったが、ボアルース長野の選手数名が新型コロナウイルス感染症の濃厚接触者と判定された為、開催延期となった。そして2月25日に以下の日程でリモートマッチとして行われることとなった。
| 2022年3月4日 18:30 |

| ボアルース長野 | 1 - 2    | しながわシティ |
|                | 試合結果 |                |

| 駒沢オリンピック公園総合運動場屋内球技場, 東京都 観客数: 0 |

| 2022年3月5日 18:30 |

| ボアルース長野 | 3 - 2    | しながわシティ |
|                | 試合結果 |                |

| 駒沢オリンピック公園総合運動場屋内球技場, 東京都 観客数: 0 |

2試合合計で4-4の引き分けとなり、この結果ボアルース長野のF1残留としながわシティのF2残留が決定。

## 得点ランキング

### 1部
| 順位   | 選手名                   | チーム名           | 得点 |
| ------ | ------------------------ | ------------------ | ---- |
| 得点王 | ロドリゴ                 | 湘南ベルマーレ     | 22   |
| 2      | ペピータ                 | 名古屋オーシャンズ | 21   |
| 3      | 加藤翼                   | シュライカー大阪   | 16   |
| 4      | 小門勇太                 | バサジィ大分       | 15   |
| T5     | 東出脩椰                 | バルドラール浦安   | 13   |
| T5     | 毛利元亮                 | ペスカドーラ町田   | 13   |
| T7     | クレパウジ・ヴィニシウス | ペスカドーラ町田   | 12   |
| T7     | アルトゥール             | 名古屋オーシャンズ | 12   |
| T9     | 菅原健太                 | Y.S.C.C.横浜       | 11   |
| T9     | 加藤未渚実               | シュライカー大阪   | 11   |
| T9     | 長坂拓海                 | バルドラール浦安   | 11   |
| T9     | 星翔太                   | 名古屋オーシャンズ | 11   |

### 2部
| 順位   | 選手名   | チーム名           | 得点 |
| ------ | -------- | ------------------ | ---- |
| 得点王 | 白方秀和 | しながわシティ     | 14   |
| 2      | 佐藤建也 | しながわシティ     | 13   |
| T3     | 三上優貴 | ヴィンセドール白山 | 10   |
| T3     | 佐々木諒 | 広島エフ・ドゥ     | 10   |
| 5      | ボラ     | しながわシティ     | 9    |

## 個人表彰・ベストファイブ
2022年3月7日に個人表彰が発表された。
| 賞                  | POS                 | 受賞者                   | 所属               |
| ------------------- | ------------------- | ------------------------ | ------------------ |
| F1最優秀選手（MVP） | F1最優秀選手（MVP） | ロドリゴ                 | 湘南ベルマーレ     |
| F2最優秀選手（MVP） | F2最優秀選手（MVP） | 白方秀和                 | しながわシティ     |
| F1フェアプレー賞    | F1フェアプレー賞    | ペスカドーラ町田         | ペスカドーラ町田   |
| F2フェアプレー賞    | F2フェアプレー賞    | ヴィンセドール白山       | ヴィンセドール白山 |
| ベストファイブ      | GK                  | フィウーザ               | 湘南ベルマーレ     |
| ベストファイブ      | FP                  | ロドリゴ                 | 湘南ベルマーレ     |
| ベストファイブ      | FP                  | オリベイラ・アルトゥール | 名古屋オーシャンズ |
| ベストファイブ      | FP                  | ペピータ                 | 名古屋オーシャンズ |
| ベストファイブ      | FP                  | 星翔太                   | 名古屋オーシャンズ |
| 新人賞              | 新人賞              | 東出脩椰                 | バルドラール浦安   |
| 最優秀審判員賞      | 最優秀審判員賞      | 常國広平                 | 常國広平           |

## 2022年度Fクラブライセンス審査結果
Fリーグライセンスの申請があった19クラブについて審査し、全クラブに対して交付された。2022年度よりF1クラブライセンス、F2クラブライセンスは2021年8月より基準が統一され、Fリーグクラブライセンスとして交付となった。2020年より財政問題等でFリーグ参戦を取りやめているヴォスクオーレ仙台にもFリーグクラブライセンスが交付されて、2022-23シーズンからのFリーグ復帰が決まった。
さらにマルバ水戸FCとリガーレヴィア葛飾の2チームが2022-23シーズンよりF2リーグへの加盟が決まった。